# Climatizzatore
Il climatizzatore è una macchina termica, con pompa di calore, atta alla regolazione della temperatura e/o dell'umidità in un ambiente. Esso può produrre calore o frescura regolando temperatura e umidità dell'ambiente climatizzato. Esistono climatizzatori per ambienti chiusi, come abitazioni e uffici, oppure per altre applicazioni quali, ad esempio, la gestione climatica all'interno di autovetture e aeromobili.
Il climatizzatore basa il proprio funzionamento sul ciclo inverso della macchina di Carnot e/o macchina frigorifera. La macchina assorbe calore (Q2) dal serbatoio freddo e lavoro (L) dall'esterno per riversare calore (Q1) nel serbatoio caldo. Scopo del ciclo frigorifero è di trasferire calore da una sorgente a temperatura più bassa a un'altra a temperatura superiore: per il secondo principio della termodinamica tale risultato è possibile solo se esiste un effetto compensatore. 
È quindi una macchina capace di trasferire una certa quantità di calore dall'ambiente interno, da refrigerare, all'ambiente esterno, con un funzionamento sostanzialmente paragonabile a quello del congelatore o del frigorifero.